# École de cirque
Une école de cirque est une structure de formation à l'art du cirque.

## Europe

### France

#### Académie Fratellini
L'Académie  Fratellini, située au 1-9 rue des Cheminots dans le quartier de La Plaine Saint-Denis à Saint-Denis, est une école supérieure des arts du cirque, inaugurée en 2003, qui succède à l'école nationale de cirque fondée en 1974 par Annie Fratellini et Pierre Étaix. L'Académie Fratellini est également un lieu de création et de diffusion de spectacles de cirque contemporain. Elle propose également des cours de cirque aux amateurs.
L'école supérieure des arts du cirque délivre un Diplôme National Supérieur Professionnel d'artiste de cirque (niveau licence) en trois années reposant sur l'alternance entre cours et temps professionnels.
Au-delà de ses enseignements professionnels ou amateurs, l’Académie Fratellini multiplie les actions sociales et pédagogiques envers tous les publics.

#### Lido
Le Lido, centre des arts du cirque de Toulouse, est une école de cirque professionnel française. Le nom provient de son premier emplacement, un ancien cinéma racheté par la mairie en 1982. Sa dynamique se trouve dans le nouveau cirque. Le Lido travaille aussi bien sur les plans régional, national, qu'international. 
L’école du Lido est en train de proposer une réelle réflexion sur le métier de circassien. L’équipe cherche à reconstruire une certaine vision du métier et à révéler l’authenticité de l’artiste. Le projet pédagogique du Lido est constitué par l'apprentissage de la technique artistique et la construction d'un personnalité psychologique de l'artiste. Quand les élèves arrivent au Lido, ils sont déjà techniciens de leur art. Le Lido leur apprend à « créer en tant qu’artiste ».

#### Centre régional des arts du cirque de Lomme
Le centre régional des arts du cirque (ou CRAC) est un centre de formation situé dans le parc du château d'Isenghien (Parc Naturel Urbain) à Lomme.

### Russie

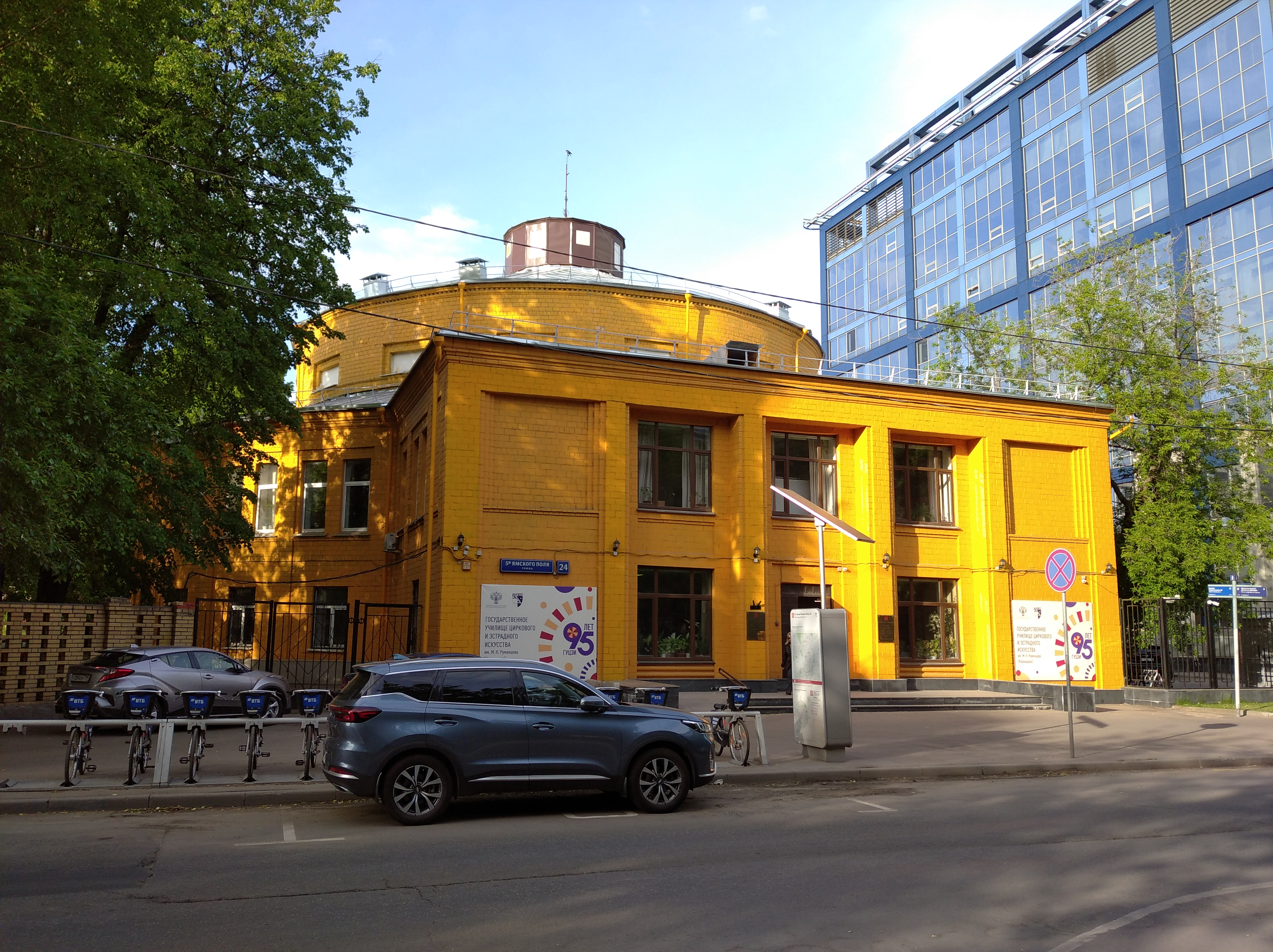
L'École nationale du cirque et de l'art de la scène.

L'École nationale du cirque et de l'art de la scène de Moscou est un établissement d'enseignement secondaire qui a pour mission première de former des artistes de cirque,,.